# Бельгия на «Евровидении-1989»
Бельгию в тридцать четвёртом выпуске телевизионного конкурса Евровидение-1989, который состоялся 6 мая в Лозанне, Швейцария представляла певица Ингеборг с песней Door de wind ("Через ветер"), написанной Стефом Босом. По итогам голосования она заняла 19-е место из 22, набрав только 13 баллов. Тем не менее, Door de wind стала предшественницей бельгийской заявки на Евровидение-1990 Macédomienne в исполнении Филиппа Лафонтена. Конкурс был показан двумя региональными вещателями Бельгии: VRT на канале VRT 1 с комментариями Люка Аппермонта на голландском языке и RTBF на канале La Une с комментариями Жака Мерсье. Глашатаем от Бельгии была Анн Плёгартс.

## Предыстория
К моменту участия в конкурсе 1989 года Бельгия принимала участие в Евровидение 33 раза, то есть каждый год с момента своего дебюта как одна из семи оригинальных стран в первом выпуске 1956 года. За это время страна выигрывала конкурс лишь однажды: в 1986 году с песней J'aime la vie в исполнении Сандры Ким. Бельгия также организовывала Евровидение однажды: в 1987 году во Дворце Столетия в Брюсселе. На Евровидение-1988 бельгийский певец Рейнарт занял 19-е место с песней Laissez briller le soleil, набрав только 5 очков.
Между двумя региональными телекомпаниями RTBF в Валлонии и VRT во Фландрии имеется жребий, согласно которому они по очереди отвечают за организацию выбора бельгийской заявки. Так, RTBF отвечало за организацию выбора бельгийской заявки по чётным годам, а VRT — по нечётным. В 1989 году VRT объявило об организации национального отбора под названием Eurosong, который проводился им в последний раз в 1987 году.

## До «Евровидения»

### Eurosong 1989
Национальный отбор Eurosong 1989 состоялся 18 марта 1989 года в театре Америкаанс в Брюсселе. Ведущим был Люк Аппермонт. Двенадцать песен прозвучало во время отбора, а победитель определялся голосованием двух групп жюри: профессионального жюри VRT и регионального жюри, разбитого по пяти провинциям Фландрии. Баллы выставлялись в порядке от 1 (минимального) до 12 (максимального). Среди конкурсантов были будущие представители Бельгии на Евровидение-1991, поп-рок-группа Clouseau.
| Порядковый номер | Исполнитель        | Название песни           | Очки | Место |
| ---------------- | ------------------ | ------------------------ | ---- | ----- |
| 1                | Энжи Дилан         | Ik kies voor de nacht    | 39   | 5     |
| 2                | Паскаль            | Ballerina                | 5    | 10    |
| 3                | Ингеборг           | Door de wind             | 64   | 1     |
| 4                | Clouseau           | Anne                     | 51   | 2     |
| 5                | Джимми Фрай        | Vrijen met jou           | 3    | 12    |
| 6                | Маргрит Германс    | Wat ik bedoel            | 34   | 6     |
| 7                | Expo               | Hey Hello                | 18   | 8     |
| 8                | Boogie Boy         | Muziek                   | 5    | 10    |
| 9                | Карен Луве         | De dromen die ons bonden | 14   | 9     |
| 10               | Анн Мие Гильс      | Ik leef                  | 46   | 3     |
| 11               | Барт Ван ден Босхе | De kracht van een lied   | 46   | 3     |
| 12               | Дэнни Кен          | Vergeten                 | 23   | 7     |

## На «Евровидении»
В Лозанне Ингеборг выступала под номером 6, между Турцией и Великобританией. Во время исполнения певица была одета в костюм лососевого цвета, а автор её песни Стеф Бос присоединился к ней во время второго куплета. В конце голосования она заняла 19-е место из 22, набрав только 13 баллов. Бельгийское жюри 12 баллов присудило Австрии. Фредди Сандер был дирижёром оркестра во время исполнения бельгийской заявки.

### Голосование
| Очки      | Страна                  |
| --------- | ----------------------- |
| 12 баллов |                         |
| 10 баллов |                         |
| 8 баллов  |                         |
| 7 баллов  |                         |
| 6 баллов  |                         |
| 5 баллов  | - Ирландия - Нидерланды |
| 4 балла   |                         |
| 3 балла   |                         |
| 2 балла   | - Норвегия              |
| 1 балл    | - Исландия              |

| Очки      | Страна     |
| --------- | ---------- |
| 12 баллов | Австрия    |
| 10 баллов | Югославия  |
| 8 баллов  | Норвегия   |
| 7 баллов  | Испания    |
| 6 баллов  | Швеция     |
| 5 баллов  | Германия   |
| 4 балла   | Дания      |
| 3 балла   | Ирландия   |
| 2 балла   | Португалия |
| 1 балл    | Греция     |